# 小行星8545
小行星8545（英語：8545 McGee）是一颗围绕太阳公转的小行星。1994年1月2日，B. G. W. Manning在伍斯特郡发现了此天体。
这颗小行星的绝对星等为119.774544878115等。